# Berniniella intrudens
Berniniella intrudens är en kvalsterart som beskrevs av Subías, Rodríguez och Mínguez 1987. Berniniella intrudens ingår i släktet Berniniella och familjen Oppiidae. Inga underarter finns listade.